# دولفین کوهان‌دار اطلسی
دلفین گوژپشت اطلسی (نام علمی: Sousa teuszii) نام یک گونه از سرده دلفین گوژپشت است.